# Слов'янський
Слов'янський (пол. Słowiański, Słowianka) — гірський потік в Україні, у Долинському районі Івано-Франківської області на Гуцульщині. Лівий доплив Мизунки, (басейн Дунаю).

## Опис
Довжина потоку 4 км, висота гирла 759 м над рівнем моря. Формується багатьма безіменними гірськими струмками. Потік тече у гірському масиві Ґорґани (зовнішня смуга Українських Карпат).

## Розташування
Бере початок з-під гори Кічери Радачинської (1144 м). Тече переважно на північний схід через село Сенечів і на висоті 759 м над рівнем моря впадає в річку Мизунку, ліву Свічи.